# Chang Kai-chen
Dit is een Chinese naam; de familienaam is Chang.
Chang Kai-chen (Chinees: 張凱貞) (Taoyuan, 13 januari 1991) is een tennisspeelster uit Taiwan. Op zesjarige leeftijd begon zij met tennis. Haar favoriete ondergrond is hardcourt. Zij speelt rechtshandig en heeft een tweehandige backhand.

## Loopbaan

### Enkelspel
Chang won tot op heden(januari 2017) zes ITF-toernooien: dat van Kurume in Japan (2008), dat van Kōfu in Japan (2011), dat van Jiangmen (2015), dat van Zhuhai (2015), dat van Iizuka (2016) en dat van Suzhou (2016). Bij haar eerste deelname aan een grandslamtoernooi, op het US Open 2009, versloeg zij Kaia Kanepi in de eerste ronde.

### Dubbelspel
Chang won tot op heden(januari 2017) vijf WTA-toernooien.
In 2019 wint Chang samen met Hsu Ching-wen het Launceston International ITF-toernooi.

### Tennis in teamverband
In de periode 2010–2016 maakte Chang deel uit van het Taiwanese Fed Cup-team – zij behaalde daar een winst/verlies-balans van 9–7.

## Posities op deWTA-ranglijst
Positie per einde seizoen:
| jaar | ranking enkelspel | ranking dubbelspel |
| ---- | ----------------- | ------------------ |
| 2006 | 1440              | 834                |
| 2007 | 523               | 638                |
| 2008 | 232               | 217                |
| 2009 | 92                | 138                |
| 2010 | 119               | 99                 |
| 2011 | 142               | 165                |
| 2012 | 89                | 77                 |
| 2013 | 593               | 157                |
| 2014 | 462               | –                  |
| 2015 | 129               | 133                |
| 2016 | 154               | 326                |

## Palmares

### WTA-finaleplaatsen enkelspel
| nr.              | finale     | toernooi          | ondergrond | tegenstandster      | score         |         |
| ---------------- | ---------- | ----------------- | ---------- | ------------------- | ------------- | ------- |
| gewonnen finales |            |                   |            |                     |               |         |
| geen             |            |                   |            |                     |               |         |
| verloren finales |            |                   |            |                     |               |         |
| 1.               | 2012-10-14 | WTA Japan (Osaka) | hardcourt  | Heather Watson      | 5-7, 7-5, 6-7 | details |
| 2.               | 2012-11-04 | WTA Taipei        | tapijt (i) | Kristina Mladenovic | 4-6, 3-6      | details |
| 3.               | 2015-08-02 | WTA Nanchang      | hardcourt  | Jelena Janković     | 3-6, 6-7      | details |
| 4.               | 2016-11-20 | WTA Taipei        | tapijt (i) | Jevgenia Rodina     | 4-6, 3-6      | details |

### WTA-finaleplaatsen vrouwendubbelspel
| nr.              | finale     | toernooi          | ondergrond | partner          | tegenstandsters                         | score             |         |
| ---------------- | ---------- | ----------------- | ---------- | ---------------- | --------------------------------------- | ----------------- | ------- |
| gewonnen finales |            |                   |            |                  |                                         |                   |         |
| 1.               | 2010-10-17 | WTA Japan (Osaka) | hardcourt  | Lilia Osterloh   | Shuko Aoyama Rika Fujiwara              | 6-0, 6-3          | details |
| 2.               | 2012-03-04 | WTA Kuala Lumpur  | hardcourt  | Chuang Chia-jung | Chan Hao-ching Rika Fujiwara            | 7-5, 6-4          | details |
| 3.               | 2012-08-03 | WTA Washington    | hardcourt  | Shuko Aoyama     | Chanelle Scheepers Irina Falconi        | 7-5, 6-2          | details |
| 4.               | 2013-03-03 | WTA Kuala Lumpur  | hardcourt  | Shuko Aoyama     | Janette Husárová Zhang Shuai            | 6-7, 7-6, [14-12] | details |
| 5.               | 2015-08-02 | WTA Nanchang      | hardcourt  | Zheng Saisai     | Chan Chin-wei Wang Yafan                | 6-3, 4-6, [10-3]  | details |
| verloren finales |            |                   |            |                  |                                         |                   |         |
| 1.               | 2012-11-04 | WTA Taipei        | tapijt (i) | Volha Havartsova | Chan Hao-ching Kristina Mladenovic      | 7-5, 2-6, [8-10]  | details |
| 2.               | 2014-11-09 | WTA Taipei        | tapijt (i) | Chuang Chia-jung | Chan Hao-ching Chan Yung-jan            | 4-6, 3-6          | details |
| 3.               | 2016-11-20 | WTA Taipei        | tapijt (i) | Chuang Chia-jung | Natela Dzalamidze Veronika Koedermetova | 6-4, 3-6, [5-10]  | details |

## Resultaten grandslamtoernooien
| Legenda | Legenda                          |
| ------- | -------------------------------- |
| g.t.    | geen toernooi gehouden           |
| l.c.    | lagere categorie                 |
| –       | niet deelgenomen                 |
| G       | uitgeschakeld in de groepsfase   |
| 1R      | uitgeschakeld in de eerste ronde |
| 2R      | uitgeschakeld in de tweede ronde |
| 3R      | uitgeschakeld in de derde ronde  |
| 4R      | uitgeschakeld in de vierde ronde |
| KF      | uitgeschakeld in de kwartfinale  |
| HF      | uitgeschakeld in de halve finale |
| F       | de finale verloren               |
| W       | het toernooi gewonnen            |
| w-v     | winst/verlies-balans             |

### Enkelspel
| Australian Open | –  | 1R | 1R | 2R | 1R | 2R | –  |
| Roland Garros   | –  | 1R | –  | 1R | –  | –  | –  |
| Wimbledon       | –  | 2R | 1R | 1R | –  | –  | 1R |
| US Open         | 2R | 2R | –  | –  | –  | –  | –  |

### Vrouwendubbelspel
| Australian Open | –  | –  | 1R | –  | 1R |
| Roland Garros   | 1R | 1R | 1R | –  |    |
| Wimbledon       | 2R | 1R | –  | 2R |    |
| US Open         | 1R | –  | –  | –  |    |